# FC Ordino
FC Ordino är en fotbollsklubb i Ordino i Andorra, grundad 2010. Klubben spelar i Andorras högsta division Primera Divisió.

## Meriter
- Segona Divisió: 3
2012/13, 2017/18, 2020/21

## Färger
FC Ordino spelar i svart trikåer, bortastället är vit.
| FC ORDINO | FC ORDINO |

### Trikåer
| ? | ? | 2018/19 s. | ? |

## Placering tidigare säsonger
| Säsong  | Nivå | Liga            | Placering | Referens | Notering |
| ------- | ---- | --------------- | --------- | -------- | -------- |
| 2012/13 | 2    | Segona Divisió  | 1         | [ 1 ]    |          |
| 2013/14 | 1    | Primera Divisió | 5         | [ 2 ]    |          |
| 2014/15 | 1    | Primera Divisió | 5         | [ 3 ]    |          |
| 2015/16 | 1    | Primera Divisió | 6         | [ 4 ]    |          |
| 2016/17 | 1    | Primera Divisió | 7         | [ 5 ]    |          |
| 2017/18 | 2    | Segona Divisió  | 1         | [ 1 ]    |          |
| 2018/19 | 1    | Primera Divisió | 5         | [ 6 ]    |          |
| 2019/20 | 1    | Primera Divisió | 8         | [ 7 ]    |          |
| 2020/21 | 2    | Segona Divisió  | 1         | [ 8 ]    |          |
| 2021/22 | 1    | Primera Divisió | 6         | [ 9 ]    |          |
| 2022/23 | 1    | Primera Divisió | 6         | [ 10 ]   |          |